# عوز الإنزيم المختزل 5-ألفا
عوز الإنزيم المختزل 5-ألفا هو مرض وراثي جسدي متنحي ثنائي الجنس ناتج عن طفرة في المورثة SRD5A2، وهي مورّثة ترمّز الإنزيم المختزل 5-ألفا من النمط 2. النمط الظاهري الذي يسببه عادةً هو المبال التحتاني الصفني المهبلي الكاذب، وهو خلل تكوين للأعضاء التناسلية الخارجية للرضيع. بمعنى أن هذا التشوه الحاصل في السبل التناسلية يكون في منتصف الحالة بين الأعضاء التناسلية الذكرية والأعضاء التناسلية الأنثوية من ناحية التركيب والمظهر التشريحي. يعد شكل شائع نسبياً من التباس الأعضاء التناسلية الناجم عن عوز النشاط الهرموني الذكوري الوراثي والذي يسبب العديد من حالات الخنوثة المختلفة.

## الأعراض والعلامات
يولد الأفراد المصابون بعوز الإنزيم المختزل 5-ألفا بمناسل ذكور، بما في ذلك الخصيتين وبنى ولفيان (قناة الكلوة الجنينية الموسطة). يمكن أن يكون لديهم أعضاء تناسلية خارجية طبيعية ذكرية، أو أعضاء تناسلية ملتبسة، أو أعضاء تناسلية أنثوية طبيعية، وعادة ما تميل إلى المظهر الأنثوي.
يميل هنا نمو أنسجة الحديبة التناسلية (التي تصبح بحلول الأسبوع التاسع من حمل الجنين لتصبح إما بظر أو قضيب) نحو الحجم الذي يُظهره على أنه بظر كبير/قضيب صغير ضامر، وقد يلتصق مجرى البول (الإحليل) على أسفل القضيب بدل أن ينفتح في نهايته.
إذا لم تشخص الحالة منذ الصغر، فعادةً ما تظهر عند سن البلوغ في سن الثانية عشرة بشكوى انقطاع الطمث الأولي واضطرابات بلوغ ذكورية، تشمل نزول الخصيتين، والشعرانية (يعتبر شعر الوجه/ الجسم طبيعياً عند الذكور ولا ينبغي الخلط بينه وبين فرط الشعرانية)، وخشونة الصوت، وتضخّم البظر إلى ما يمكن أن يصنف بعد ذلك على أنه قضيب.
في مرحلة البلوغ، لا يعاني الأفراد من الصلع الذكوري. نظراً لأن الديهدروتستوستيرون (دي اتش تي) هو هرمون أندروجيني أكثر فاعلية بكثير من هرمون التستوستيرون وحده، فيكون ظهور العلامات الذكرية في أولئك الذين يفتقرون إلى دي اتش تي غائباً أو منخفضاً مقارنة بالذكور الذين لديهم المختزل 5-ألفا فعّال. يُفترض أن ارتفاع مستويات هرمون التستوستيرون في بداية سن البلوغ قادر على توليد مستويات كافية من دي اتش تي إما عن طريق عمل أنزيم المختزل 5-ألفا من النوع الأول I (أنزيم نشط في الكبد البالغ والبشرة غير التناسلية وبعض مناطق الدماغ) أو من خلال إظهار تأثير المستويات المنخفضة من المختزل 5-ألفا من النوع الثاني II في الخصى الضامرة. ويرتبط عوز المختزل 5-ألفا بزيادة خطر الإصابة بالخصية الهاجرة وسرطان الخصية.

### المبال التحتاني الصفني المهبلي الكاذب (بي بي أس إتش)
تتظاهر هذه الحالة بـ:
- قضيب متوسط الحجم بين القضيب والبظر.
- غشاء جلدي يربطه بالعجان.
- فتحة مجرى البول عادة تقع على العجان (إحليل تحتاني).
- فتحة تناسلية مغلقة بشكل غير كامل، تشبه المهبل الصغير والضامر.

غالباً ما تكون الخصى عالقة في كيس الصفن أو القنوات الإربية، والنمط الوراثي هو XY. في معظم الحالات لا توجد ملحقات أنثوية داخلية مثل الرحم أو مشتقات قنوات مولر الأخرى.

### الخصوبة
نظراً لأن أنسجة الأقناد التناسلية تتطور إلى خصى بدلاً من مبايض، فإنها غير قادرة على تكوين البويضات ولكنها قد تكون قادرة على تكوين الحيوانات المنوية. ويمكن أن تظل خصوبة الذكور واردة إذا كانت الحيوانات المنوية القابلة للحياة موجودة في الخصيتين ويمكن إخراجها (قذفها). بشكل عام، الأفراد الذين يعانون من عوز المختزل 5-ألفا قادرون على إنتاج حيوانات منوية قابلة للحياة.
على الرغم من أن الأعضاء التناسلية الخارجية يمكن أن تكون أنثوية بالكامل في بعض الأحيان، إلا أن المهبل يتشكل فقط في ثلثيه السفليين دون الثلث العلوي، ما يؤدي إلى تكوين كيس مهبلي أعمى. بسبب تأثير العامل المثبط لمولر الذي تنتجه الخصيتان في الرحم، فإن الأفراد الذين يعانون من عوز المختزل 5-ألفا يفتقرون إلى الرحم وقناتي فالوب والثلث العلوي من المهبل. وبالتالي، لن يتمكنوا جسدياً من الحمل بأي حال من الأحوال. حتى مع علاجات مثل الرحم البديل، فإن سبب العقم عند النساء هو عدم وجود أي بويضات يمكن زرعها في أم بديلة.
في الأفراد الذين يعانون من أعضاء تناسلية مبهمة بظر الكبير/ قضيب الصغير، قد يكون العضو التناسلي قادراً على القذف وكذلك الانتصاب، ولكن يكون حجمه غير كافٍ للاتصال الجنسي النافذ.
تتعرض الخصوبة للخطر بسبب نقص تطوّر الحويصلات المنوية والبروستات.